# 武吉巴督市鎮公園
武吉巴督市鎮公園（英語：Bukit Batok Town Park）位於新加坡 的西部，別名小桂林，由廢棄的花崗石礦場改建成的「市鎮公園」，由於風光類似中國 的廣西壯族自治區 之桂林市 ，因此在新加坡被譽為：「小桂林」，跟桂林市 的風光相似，巨大的花崗岩石山及湖影，環境優美化，綠樹成蔭，四通八達的羊腸小徑，處處曲徑通幽。吸引大批攝影愛好者及來拍攝婚紗照片的情侶。晚上，燃亮五彩繽紛的射燈 ，令人目不霞給，熱戀中的情侶，在樹蔭及岩邊談心，春光處處。

## 設施
- 佔地約42公頃
- 兩個湖泊，遍布羊腸小徑
- 設有涼亭及盥洗室

## 適合活動
拍照、野餐

## 開放時間
- 全天免費對外開放。
- 亮燈時間從每天晚上7時至翌日早上7時。

## 公共交通
- 公共汽車：

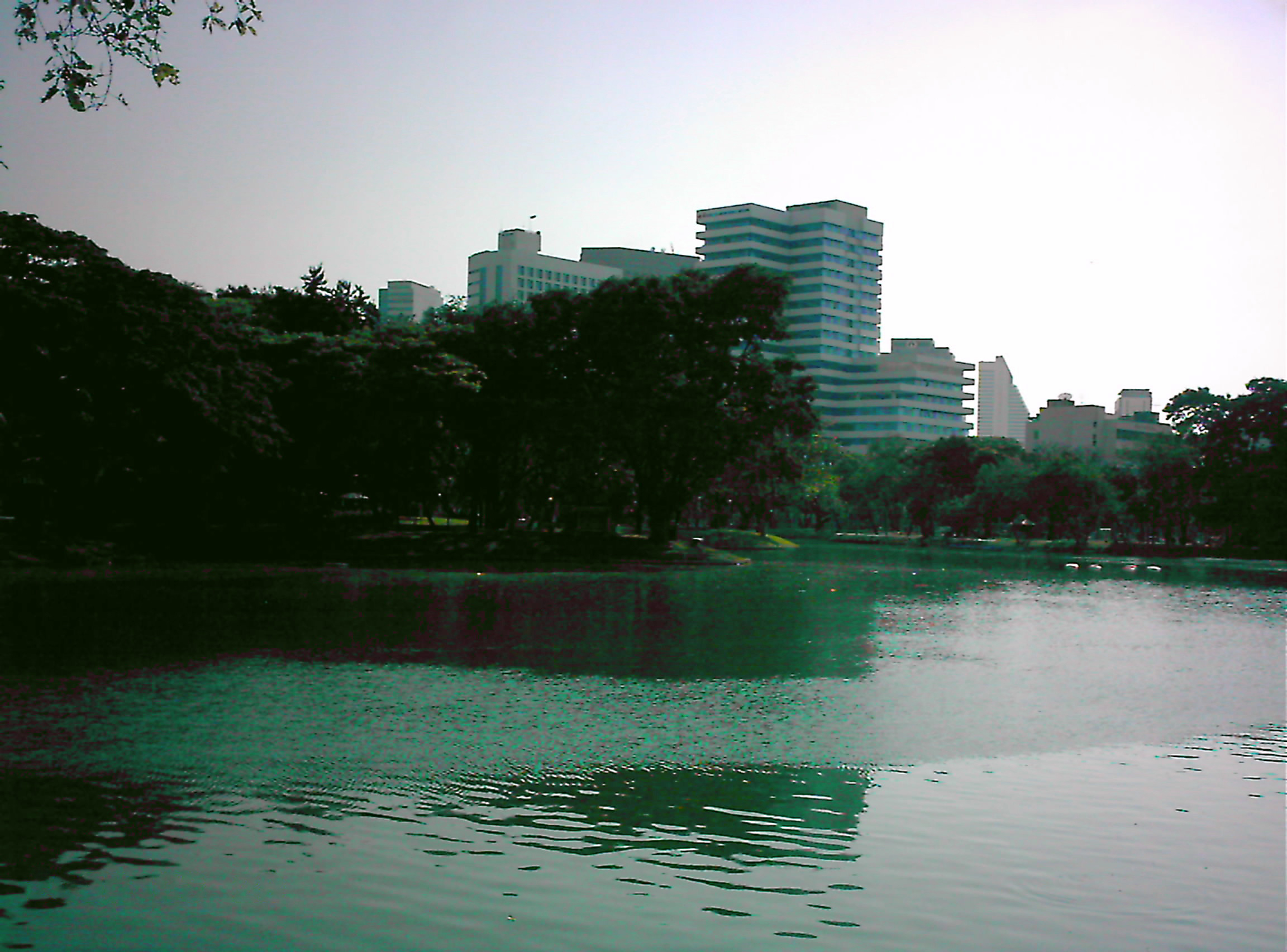
星洲：小桂林 (1)

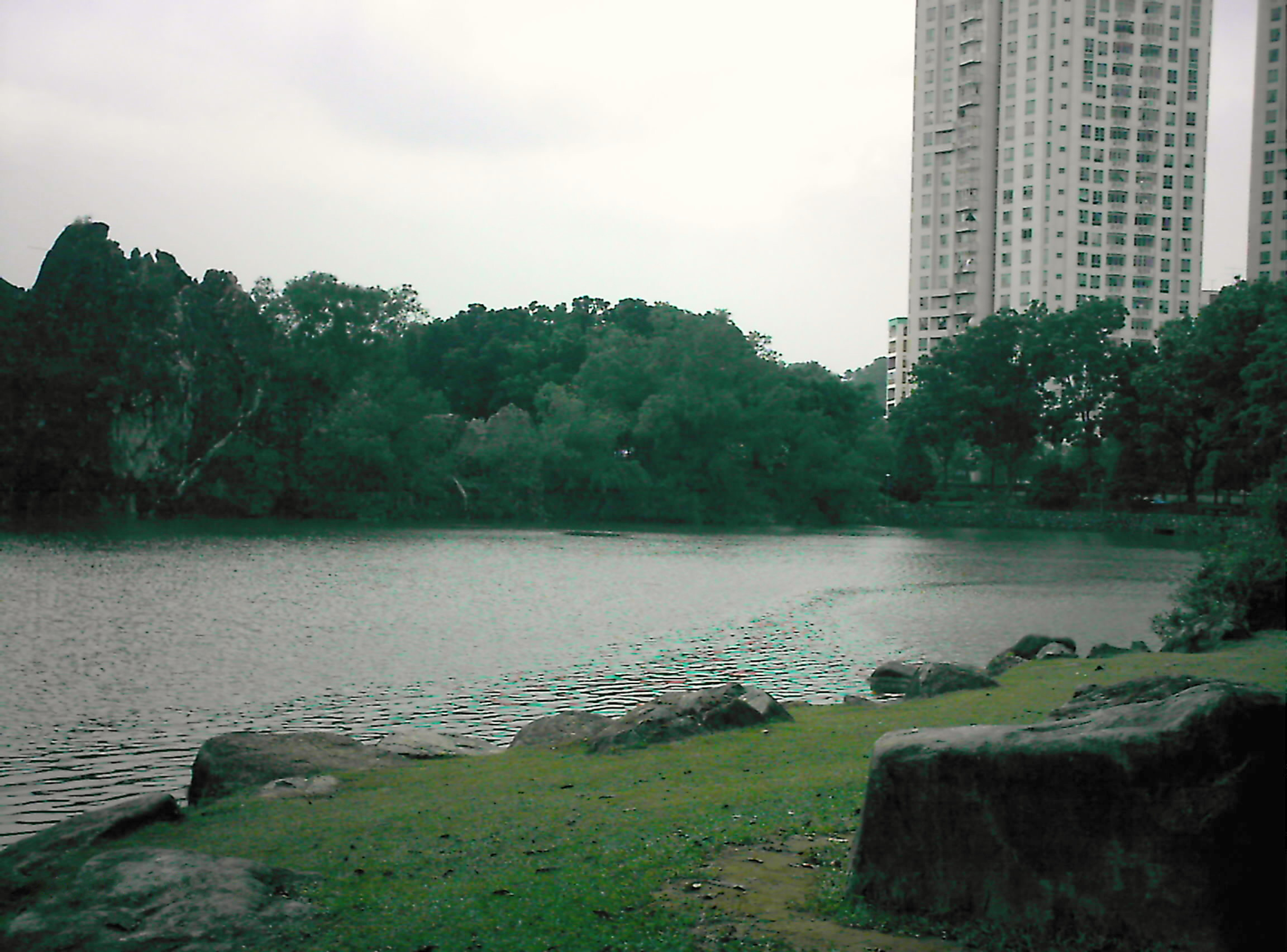
星洲：小桂林 (2)

  - 第945路：武吉巴督巴士轉換站(Bukit Batok Bus Interchange)

- 地下鐵路：
  - 從地鐵 的「南北線」之「武吉甘柏(NS3 Bukit Gombak) 車站」 的「出口D」，繞過「武吉甘柏體育場(Bukit Gombak Stadium)」就可到達。